# Pedro Lopes Martins
Pedro Lopes Martins (Montargil, 13 de Março de 1978) é um poeta e romancista português.

## Obras publicadas
Romance
- Um amor perfeito numa vida imperfeita, Ed, Corpos 2007, com prefácio de Claudio Sousa Pereira.

Poesia
- Plenitude do sentir, (2007), Editorial Minerva - Lisboa.
- Reminiscência de infinito sentir, (2007), Edições Ecopy, Porto.
- POSTUMUS EST, (2007), Edições Ecopy, Porto.
- Kamasutra Poético, (2008), Edições Ecopy, Porto.
- Passione(2009) Edições Ecopy, Porto.